# Karl-Josef von Ketteler

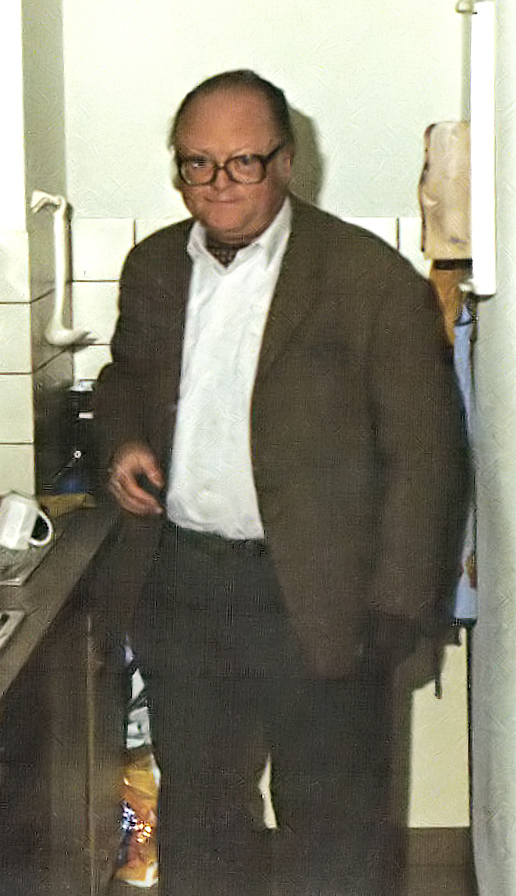
Karl-Josef Freiherr von Ketteler

Karl-Josef Freiherr von Ketteler (* 19. März 1934 in Lippstadt-Bökenförde; † 31. Mai 2006 in Lippstadt) war ein deutscher Heimatforscher und Genealoge.

## Leben
Karl-Joseph Freiherr von Ketteler, geboren auf Schloss Schwarzenraben, war der älteste Sohn des Fideikommissherren Wilderich Freiherr von Ketteler-Harkotten auf Schloss Schwarzenraben, Gut Mittelhausen, Störmede und Schloss Eringerfeld mit Maria Gräfin und Edle Tochter von und zu Eltz gen. Faust von Stromberg und hatte acht Geschwister. Er war ein Urenkel von Friedrich Clemens von Ketteler. Im Alter von 18 Jahren experimentierte er für Trickfilmaufnahmen mit verschiedenen Chemikalien, wobei er sich an der linken Hand und am Auge verletzte. Die Hand musste amputiert werden. Er studierte Jura ohne Abschluss. Er war verheiratet und hatte drei Söhne. Ketteler verbrachte die letzten Jahre seines Lebens in Geseke-Störmede und widmete sich intensiv der Familien- und Heimatforschung. Er starb im Dreifaltigkeitshospital Lippstadt.

## Berufliches Wirken
Ketteler arbeitete bis zur Zerschlagung des Unternehmens bei der MAN in Nürnberg. Er war dort Leiter der Verbindungsstelle zum Vertriebsaußendienst und hatte in dieser Funktion viele Kollegen weltweit, mit denen er bis zu seinem Tode noch freundschaftlichen Kontakt hatte.

## Schriftstellerische Arbeiten
Später tat Ketteler sich als Kenner der Heimatgeschichte im Kreis Soest hervor. Er recherchierte die Familiengeschichte und fungierte als Herausgeber mehrerer historischer Werke, vor allem für die umfassende Arbeit von Hans Grusemann zur Frühgeschichte der Familie Ketteler. Viele seiner Werke wurden in den Heimatblättern der Städte Geseke und Lippstadt veröffentlicht, die beide als Beilagen zur lokalen Zeitung Der Patriot bzw. in deren Geseker Ausgabe Geseker Zeitung erschienen.
Kurz vor seinem Tod verlieh der Geseker Verein für Heimatkunde 1926 e. V. von Ketteler die Ehrenmitgliedschaft.

## Veröffentlichungen (Auswahl)
Eigene Veröffentlichungen
- Soester Stadtvillen (erschienen in den Geseker Heimatblättern).
- Engelbert Matthias Freiherr von Hörde und seine Frau Cunigunde geb. Freiin von Asbeck. In: Westfälische Zeitschrift 151/152, 2001/02, S. 391–411 (Digitalisat).
- Schloß Eringerfeld (= DKV-Kunstführer Nr. 387). 3., neu bearbeitete Auflage, Deutscher Kunstverlag, München o. J. [2003].
- Schwarzenraben. Schloß – Kapelle – Park. Zeitungsverlag Der Patriot, Lippstadt 2004, ISBN 978-3-921984-28-4.
- mit Wilderich Freiherr von Ketteler: Die "Blaue Dame" aus Schwarzenraben: Wie ein Spuk entsteht. 2011, ISBN 978-3-8417-0030-8.

Herausgeber
- Hans Grusemann: Die Frühgeschichte des Geschlechts Ketteler (Kettler) 12.–16. Jahrhundert. 2 Bände, Münster 2004.
- Erwein Lobkowicz: Erinnerungen an die Monarchie. Amalthea, Wien, München 1989, ISBN 3-85002-276-5